# Koplik
Koplik nebo Kopliku je město v severozápadní Albánii, je to hlavní město okresu Malësi e Madhe. Ve městě žije přibližně 3 700 obyvatel. V dobách turecké okupace byli obyvatelé tohoto města převedeni na islám i přes to, že obyvatelstvo v Malësi e Madhe byli stále hlavně katolíci.
Sídlí zde místní fotbalový klub KS Veleciku Koplik.

## Odkazy

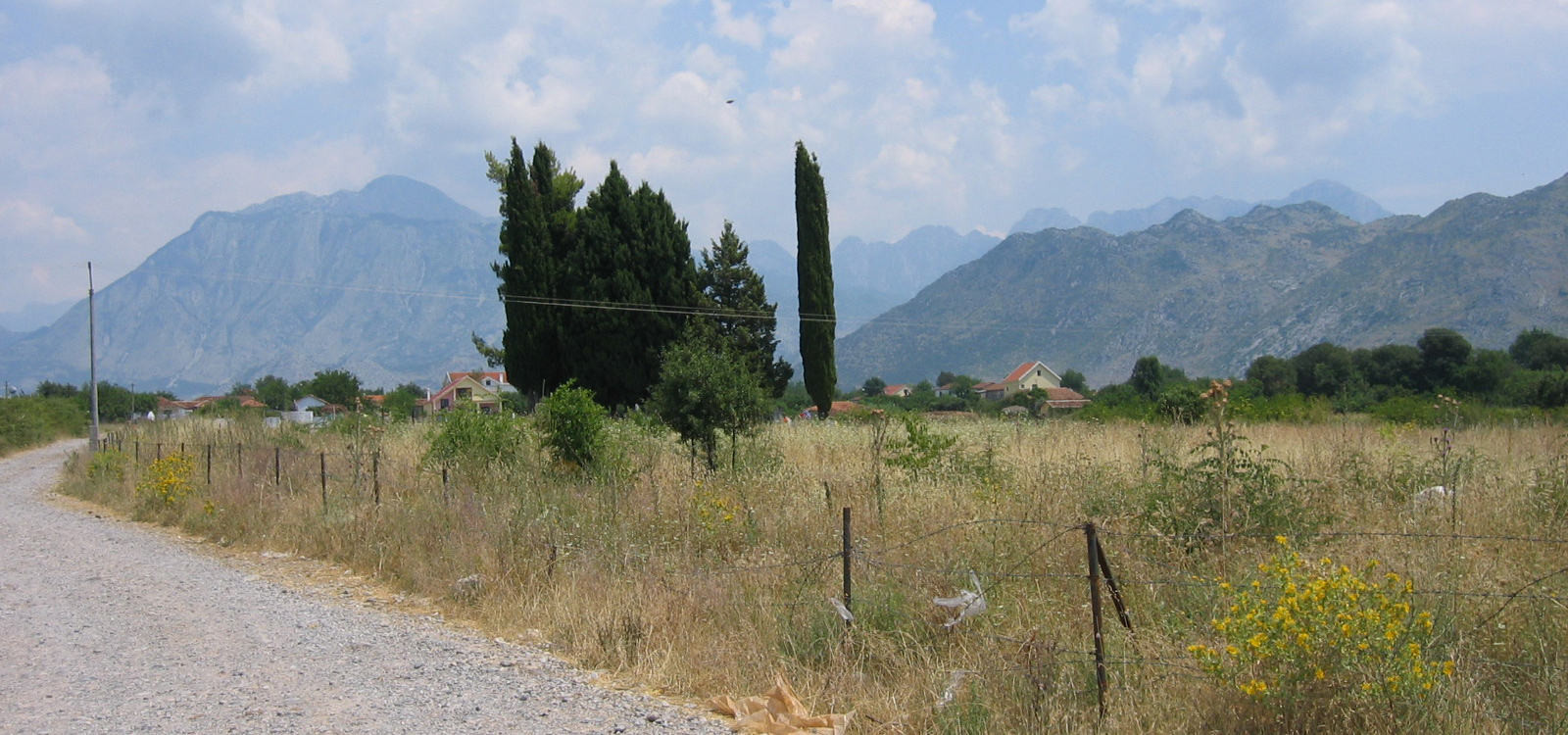
Koplik, v pozadí Albánské Alpy